# Tambakrejo (Muncar)
Tambakrejo is een bestuurslaag in het regentschap Banyuwangi van de provincie Oost-Java, Indonesië. Tambakrejo telt 5717 inwoners (volkstelling 2010).